# Marcoussis
Marcoussis és un municipi francès del departament de l'Essonne, a la regió de l'Illa de França.
Forma part del cantó de Les Ulis i del districte de Palaiseau. I des del 2016 de la Comunitat d'aglomeració París-Saclay.